# Rahim Ibrahim
Rash Rahim Ibrahim (* 10. června 2001) je ghanský fotbalový záložník či útočník a bývalý mládežnický reprezentant do 20 let, od února 2025 hráč slovenského mužstva ŠK Slovan Bratislava. Mimo Ghanu působil na klubové úrovni na Slovensku.

## Klubová kariéra
Svoji fotbalovou kariéru začal v ghanském celku Accra Lions FC, jehož je odchovanec.

### AS Trenčín
Na podzim 2020 zamířil do Evropy, kde se upsal slovenskému týmu AS Trenčín. Ligový debut v dresu tohoto mužstva si odbyl v prvním kole ročníku 2021/22 hraném 23. července 2021 v souboji s ViOnem Zlaté Moravce – Vráble (výhra 4:0), odehrál 66 minut. Poprvé v lize během tohoto angažmá se prosadil v následující sezoně 9. října 2022 proti Slovanu Bratislava, když v 86. minutě zvyšoval na konečných 4:0.

#### Sezóna 2023/24
Své první ligové góly v ročníku si připsal ve druhém a třetím kole, kdy se dvakrát trefil v souboji s klubem MŠK Žilina (prohra 2:5) a jednou proti Zemplínu Michalovce při domácím vítězství 2:0. Počtvrté v sezoně v lize zaznamenal branku v souboji s týmem FK Železiarne Podbrezová (remíza 2:2), když ve 38. minutě otevřel střelecký účet zápasu. Popáté a pošesté v ročníku skóroval 13. dubna 2024 ve 27. kole v duelu s ViOnem Zlaté Moravce – Vráble při výhře 4:0 doma.

#### Sezóna 2024/25
Svoji první a zároveň jedinou ligovou branku v sezoně za Trenčín dal 14. září 2024, když proti Zemplínu Michalovce v 53. minutě srovnával na konečných 1:1. V průběhu ročníku 2024/2025 odešel.

### ŠK Slovan Bratislava

#### Sezóna 2024/25
V únoru 2025 přestoupil z Trenčína do Slovanu Bratislava a podepsal čtyřletou smlouvu, opačným směrem tehdy jako součástí dohody zamířil na hostování Artur Gajdoš. Premiéru v lize v dresu Slovanu Bratislava si připsal ve 21. kole shodou okolností proti Trenčínu (remíza 1:1), na trávník přišel v 64. minutě místo Kyriakose Savvidise. Poprvé v sezoně za Slovan se trefil v nastavení prvního poločasu v derby se Spartakem Trnava (výhra 3:2). Na jaře 2025 vybojoval se Slovanem Bratislava po domácí výhře 4:3 nad celkem MŠK Žilina sedmý ligový titul v řadě. Svůj druhý ligový gól v sezoně za Slovan vsítil v souboji s Podbrezovou (výhra 3:1), když v 69. minutě zvyšoval na průběžných 2:0.

#### Sezóna 2025/26
Poprvé v ročníku se trefil ve druhém kole hraném 2. srpna 2025 v duelu s Podbrezovou a podílel se na domácí výhře 4:1.

## Klubové statistiky
Aktuální k 18. květnu 2025
| Sezona    | Klub                 | Soutěž       | Zápasy | Góly |
| --------- | -------------------- | ------------ | ------ | ---- |
| 2020/2021 | AS Trenčín           | Fortuna liga | 0      | 0    |
| 2021/2022 | AS Trenčín           | Fortuna liga | 23     | 0    |
| 2022/2023 | AS Trenčín           | Fortuna liga | 18     | 1    |
| 2023/2024 | AS Trenčín           | Niké liga    | 28     | 6    |
| 2024/2025 | AS Trenčín           | Niké liga    | 14     | 1    |
| 2024/2025 | ŠK Slovan Bratislava | Niké liga    | 12     | 2    |
| 2025/2026 | ŠK Slovan Bratislava | Niké liga    |        |      |